# Xã Greenfield, Quận Huron, Ohio
Xã Greenfield (tiếng Anh: Greenfield Township) là một xã thuộc quận Huron, tiểu bang Ohio, Hoa Kỳ. Năm 2010, dân số của xã này là 1.374 người.